# 袁広泉
袁 広泉（えん こうせん、1963年 - 2020年5月22日）は、中華人民共和国の翻訳家・歴史家。江蘇省徐州市出身。元江蘇師範大学外国語学院副教授。

## 経歴
1963年、江蘇省徐州市で生まれる。1995年に大阪教育大学を卒業すると、大阪教育大学大学院に進学した。2000年、神戸大学にて博士号を取得。神戸大学の指導教官は石川禎浩教授。2007年から2012年まで京都大学客座副教授。
中国に帰国後は、曲阜師範大学外国語学院、徐州師範大学外国語学院、江蘇師範大学外国語学院で教鞭を執る。
2020年5月22日、袁広泉は心筋梗塞で死去した。

## 訳著
- 石川禎浩 (2000). 二十世紀中国的社会与文化. 北京市: 社会科学文献出版社. ISBN 9787509742693

- 石川禎浩 (2015). 中国近代歴史的表与裏. 北京市: 北京大学出版社. ISBN 9787301259726

- 森川裕貫 (2017). 政論家的矜持：章士釗、張東蓀政治思想研究. 北京市: 社会科学文献出版社. ISBN 9787520101004

- 菊池一隆 (2011). 中国抗日軍事史（1937-1945）. 北京市: 社会科学文献出版社. ISBN 9787509723265

- 武上真理子 (2016). 孫中山与科学的時代. 北京市: 社会科学文献出版社. ISBN 9787509796689

- 森時彦 (2010). 中国近代棉紡織業史研究. 北京市: 社会科学文献出版社. ISBN 9787509712221